# Panula consequens
Panula consequens är en fjärilsart som beskrevs av Walker 1858. Panula consequens ingår i släktet Panula och familjen nattflyn. Inga underarter finns listade i Catalogue of Life.